# Crkva sv. Katarine na Badiji
Crkva sv. Katarine, rimokatolička crkva na Badiji. Podignuta je u 16. stoljeću, u isto vrijeme kad i crkva Gospe od Milosti (Gospe Milosrdne). Podignuta je na najvišem vrhu otoka. Građena je s prelomljenim vodom na brodom i nad pravokutnom apsidom. U potpunosti je opustošena nakon oduzimanja Badije franjevcima Odlukom (na zahtjev vojnih vlasti) Predsjedništva vlade NR Hrvatske od 12. prosinca 1949. godine.